# Roland Lang (Schriftsteller)
Roland Lang (* 2. April 1942 in Gablonz, Reichsgau Sudetenland) ist ein deutscher Schriftsteller.

## Leben
Roland Lang wuchs im Thüringer Wald auf. Nach der Übersiedlung in die Bundesrepublik Deutschland und dem Besuch der Volksschule absolvierte er von 1957 bis 1960 eine Lehre als grafischer Zeichner; anschließend studierte er zwei Jahre Gebrauchsgrafik und Freie Grafik an der Karlsruher Kunstakademie. Ab 1962 war er als Plakatmaler und Offsetdrucker tätig. Nachdem er bereits Ende der 1950er Jahre mit dem Schreiben begonnen, und von 1971 bis 1973 in der Redaktion eines Studentenmagazins mitgearbeitet hatte, ist er seit 1974 freier Schriftsteller. Lang lebt heute in Ettlingen.
Er ist Verfasser von Romanen, Erzählungen, Essays und Hörspielen, sowie einer Reihe von Drehbüchern zu der Fernsehserie Die Fallers – Eine Schwarzwaldfamilie.
Roland Lang ist Mitglied des Verbandes Deutscher Schriftsteller.

## Auszeichnungen
- 1978 Literaturpreis der Stadt Stuttgart
- 1979 Stipendium der Villa Massimo
- 1980 Schubart-Literaturpreis und Förderpreis zum Hermann-Hesse-Preis
- 1981 Stipendium der Kunststiftung Baden-Württemberg

## Werke
- Beliebige Personen, Frankfurt am Main 1969
- Ein Hai in der Suppe oder Das Glück des Philipp Ronge, München [u. a.] 1975
- Die Mansarde, Königstein/Ts. 1979
- Der Pfleger, Karlsruhe 1980
- Zwölf Jahre später, Karlsruhe 1981
- Erkundungen in Nepal, Karlsruhe 1994
- Wilhelm Faller, Karlsruhe 1998
- Die Fallers, Karlsruhe
  - Aus dem Leben einer Schwarzwaldfamilie, 2001
  - Himmel und Hölle, 2002
  - Stürmische Zeiten, 2003
  - Ein Fest der Liebe, 2005
- Mord im Hirsch, Karlsruhe 2007
- Tod eines Kuckucks, Karlsruhe 2008
- Kalter Brand, Karlsruhe 2011